# Calacán
Calacán es una película mexicana del género infantil, dirigida por el cineasta Luis Kelly en el año de 1985. En la realización del guion participó Mauro Mendoza, Fernando Fuentes y el propio Luis Kelly.  Fue una de las 24 películas que participaron en El III Concurso de Cine Experimental en México, convocado por el Instituto Mexicano de Cinematografía (IMCINE) en el año de 1984. Obtuvo 5 premios: Música original, Edición, Ambientación, Ejecución musical y Sonido. 
Fue una cinta innovadora en su época debido al estilo de producción en el que se conjuntó la participación de títeres, marionetas gigantes, actores, música y baile.
La historia de Calacán recupera en una película infantil un tiempo, un color, una textura y un sabor mexicanos. Se desarrolla en vísperas del día de muertos, máxima fiesta del pueblo de Calacán, cuando el niño Ernesto descubre que varios vendedores piensan introducir calabazas de plástico al festejo. Eso le hace tomar conciencia del peligro que corren las tradiciones calaquenses, por lo que convence a su padre, un vendedor de dulces típicos, de que lo lleve a Calacán para así prevenir a sus habitantes.
La Compañía Teatral La Trouppe, o simplemente o La Trouppe es una compañía de teatro mexicana que lleva más de tres décadas produciendo teatro familiar. Fundada por Mauro Mendoza y Sylvia Guevara en diciembre de 1980, ganó el Premio Rosete Aranda a lo mejor del teatro de Títeres en 2009.
La Trouppe, que se ha caracterizado siempre por brindar espectáculos infantiles de calidad y de apoyo para el mejor desarrollo creativo de los niños, realizó un gran creativo a Calacán, que posteriormente plasmaron en la obra de teatro basada en la cinta con el título "Un pueblo fantástico... Calacán" también bajo la dirección de Luis Kelly, la cual se estrenó el 20 de septiembre de 1986.

## Sinopsis
Ernesto es un niño de 8 años que una noche descubre los planes de una organización para interrumpir la fabricación de las tradicionales calaveras de azúcar para el día de muertos, con la intención de sustituirlas por calabazas de plástico. Alarmado por la situación convence a su papá, que se dedica a vender dulces típicos por todo Michoacán, para buscar un pueblo que nadie conoce, pero en el que él sabe que Matz y Metz, villanos de la historia, llevarán a cabo su plan. Al mismo tiempo en Calacán, Felipe, un niño calavera, se entera de los planes ya que en la panadería de sus papás (Pancho y Cuca La Vera), se fabrican las más bonitas calaveras de todo Calacán, por lo que los malosos se dirigen a ella para tratar de estorbar la fabricación. Finalmente Ernesto llega a Calacán y junto con Felipe elabora un plan para interferir con el malicioso propósito de Matz y Metz y salvar la tradición mexicana del día de muertos. Pero para lograrlo deben pasar por una infinidad de peripecias y aventuras. Así los niños logran su propósito, ayudados por otras calaveras y personajes, vencen a los impulsores transnacionales del plástico y salvan el festejo tradicional con las calaveras de azúcar y las calabazas naturales.

## Producción y posproducción
Comenzó su rodaje el 7 de junio de 1985. El pizarrazo inicial estuvo a cargo de Alberto Isaac, el entonces director general del Instituto Mexicano de Cinematografía, en un acto simbólico que tuvo lugar en los Estudios Churubusco.
La producción estuvo en manos de las compañías asociadas: Emulsión y Gelatina, fundada en 1982 y que ahora ha cambiado de nombre para convertirse en Verdeespina Studios; Dasa Films S.A., que tuvo su origen en 1873, una época de gran auge para la industria cinematográfica en México; La Compañía Teatral La Trouppe, dedicada a rescatar dos artes olvidados: los payasos y los títeres; y Producciones Fonoimagen.
La duración total de producción fue de año y medio debido al trabajo que significó unificar títeres de tamaño natural y actores con una perspectiva estética aprendida de las tradiciones culturales de México que sumadas a la fantasía dieron origen a Calacán. El rodaje tuvo una duración de cinco semanas en escenarios naturales de la Ciudad de México y de Santa Fe de La Laguna en Michoacán. Y concluyó su rodaje oficialmente en Pátzcuaro, Michoacán, el 12 de julio de 1985. La posproducción se realizó en los Estudios Churubusco.
Calacán fue categorizada como cine experimental. La combinación de títeres y actores hizo posible encontrar elementos como personajes usando máscaras de látex y vacas calacas, que eran en realidad marionetas del tamaño de un auto compacto y manejadas por 5 titiriteros. Planteó un mensaje dirigido al público infantil: la defensa de valores culturales como las calaveritas de azúcar y el día de muertos, frente a otras tradiciones extranjeras como las calabazas de plástico y el hallowen.

## Estreno
El estreno oficial en salas se realizó el 19 de abril de 1986 en la Sala Fernando Fuentes de la Cineteca Nacional, durante la Muestra Experimental que se llevó a cabo del 17 al 27 de abril del mismo año, donde se exhibieron las 10 cintas resultantes del III Concurso de Cine Experimental en México. Tuvo un reestreno en el mismo recinto el 2 de agosto de 1987.
El 12 de julio de 1986 se presentó en televisión abierta un programa especial del making-of de Calacán titulado "Detrás de... Calacán", que se transmitió por el canal 9 a las 11:00 horas y fue conducido por Fernando Alcalá. En él se explicaron todos los trucos y caracterizaciones que fueron utilizados durante el rodaje, con la participación de sus personajes y creadores.
El estreno en salas comerciales se realizó en 2 de abril de 1987, iniciando su exhibición en ocho cines del Distrito Federal.
Calacán es un trabajo inspirado en las costumbres mexicanas captadas por los pintores José Guadalupe Posada y Diego Rivera, reflejando la cultura y tradición de México, mediante títeres que semejan muertos hechos de hule espuma, papel maché y unicel que cobran vida en manos de sus manipuladores.

## Premios
Calacán, mereció reconocimientos nacionales e internacionales. Como participante del III Concurso de Cine Experimental recibió cinco galardones que le otorgó el Instituto Mexicano de Cinematografía por: edición, música original, ejecución musical, sonido y ambientación.
La música sinfónica que se escucha a lo largo del filme fue compuesta por el músico Luis Ignacio Guzmán. Trabajo por el cual recibió varias nominaciones y premios. Mientras que la dirección de la misma fue ejecutada por el Maestro Eduardo Diazmuñoz, quien ha sido el primer compositor mexicano en recibir un Grammy Latino. Además de dos discos de oro, uno de platino y el reconocimiento como músico del año en Cambrige, Inglaterra.
Tanto la composición como la ejecución de la música sinfónica que ambienta Calacán fue en un tono mexicanista al rescate de la cultura, tradiciones y la belleza de esta música de cámara.

## Festivales
Calacán participó como representante de México en festivales internacionales como:
El Festival Iberoamericano en Huelva, España (1986).
El Festival de Cine Latino en Nueva York (1986), en el cual se presentó con rotundo éxito y se mantuvo programada durante tarde y noche. Después de su proyección en éste festival, el video de la película comenzó a tener una enorme demanda en Canadá, Estados Unidos y Puerto Rico.
El Festival de Cine de Moscú (1987) y el Festival Francés de Cine Infantil Latinoamericano en 1990.
Además de haber recibido invitaciones a otros festivales como el VI Festival Cinematográfico Infantil en Oulu Finlandia y el Kinder Filme Festival de Alemania.

## Críticas
"Calacán es un ingenuo esfuerzo y no por ingenuo menos laborioso e imaginativo por reconstruir fragmentos rotos de nuestra identidad a través de la juguetona exaltación de los símbolos populares de la muerte. Tres niveles narrativos: presente teatral y fantasioso, pasado familiar y real, imaginación fuera de éste mundo, sabiamente imbricados a través de un ejemplar trabajo organizativo (edición, corte y montaje) a cargo de Luis Kelly, supieron conducirnos a esta otra realidad que es nuestra muerte".
Miguel Barbachano Ponce, Críticas

"Calacán es una película infantil para adultos, que pretende recuperar un tiempo y color mexicano.".
Unomásuno, Mayo 1985

.

"Calacán (es) una película mexicanista con un guión bien escrito; es sin duda, un cine inteligente para niños.".
Alberto Isaac, Instituto Mexicano de Cinematografía

.

"Calacán, una nueva experiencia de cine experimental con imaginación.
Diario de México, Junio 1986

.

“Rotundo éxito el Festival de Teatro Latino en Nueva York… En la muestra fílmica destaca la cinta Calacán”.
El Sol de México, Septiembre 1986

.

“Calacán es una divertida cinta con características de comedia musical para todos los públicos”.
Excelsiorl, Julio 1987

.

“Un trabajo que merece la pena verse por el gran esfuerzo que produjo su elaboración”
Novedades, Julio 1987

.

“Esta cinta infantil es un buen despliegue de imaginación”.
Suplemento Nacional, Agosto 1987

.

“Calacán, una producción musical para el deleite de los niños”.
Novedades, Abril 1987

.

## Escenas memorables
A modo de parodia de La Naranja Mecánica, Matz y Metz, agentes especiales de la compañía General Ponkin Food, colocan a uno de los habitantes de Calacán en una extraña máquina con la cual le inyectan refresco de cola, le colocan dos objetos en ambos ojos para que no los cierre, le ponen música de fondo y le proyectan una cinta en la cual le inducen a que sea agente vendedor de esa empresa.
La escena en la que Cuca La Vera y su esposo Pancho se encuentran horneando pan y se comunican sin pronunciar palabras, sólo con silbidos. Es un homenaje a Ismael Rodríguez, retomando dicho juego de silbidos de su película Nosotros los pobres, en la que hay una interacción similar entre Pedro Infante y Blanca Estela Pavón, con sus correspondientes personajes de "Pepe El Toro" y "La Chorreada".
Existe un culto popular alrededor de Calacán, que cuenta con muchos seguidores que vieron la película en su niñez y hoy buscan una copia porque desean que sus hijos también puedan verla, aunque actualmente difícil poder conseguir una copia.
Diversas opiniones, rumores y mitos que se han desarrollado alrededor de Calacán han sido expuestos en varios blogs y comentarios en YouTube acerca de esta película.
Algunos de los comentarios y curiosidades más populares con respecto a Calacán son:
1. El director de la película Luis Kelly quedó tan a disgusto con el resultado final de Calacán que por ello decidió quemar el original. Ésta sería una explicación de por qué no es fácil adquirir una copia de la misma.
2. Tim Burton obtuvo la idea de su película Corpse Bride inspirándose en Calacán.
3. Los actores que encarnaron a los panaderos de Calacán decidieron interpretar el rol del personaje contrario a su sexo, es decir, Agustín Hernández se caracterizó como Cuca La Vera y Dora Montiel como Pancho.
4. El día del estreno en la Cineteca Nacional, el recinto fue superado por la demanda de las personas que querían ver la película por lo que varios personas que se habían quedado sin lugar dentro de la sala decidieron apelar al famoso "portazo" y entrar a la fuerza.